# Ignazio Testa
Ignazio Testa (fl. XX secolo) è stato un calciatore italiano, di ruolo mezzala.

## Carriera
Fece il suo esordio nel campionato di Divisione Nazionale 1926-1927 con la Juventus il 21 novembre 1926 in una vittoria per 3-0 contro il Napoli; lasciò la Juventus al termine della stagione per passare al Novara, con cui giocò 18 gare in massima serie nel campionato 1927-1928.
Tornato alla Juventus, segnò la sua prima e unica tripletta il 7 ottobre 1928 contro la Fiorentina, mentre la sua ultima rete fu contro la Fiumana il 4 novembre 1928. La sua ultima partita bianconera fu il 9 dicembre 1928 contro il Brescia; nelle sue due stagioni juventine collezionò 13 presenze e 4 reti.
A fine stagione lascia definitivamente i bianconeri, e prosegue l'attività in società minori piemontesi (Richard Ginori di Mondovì, nel campionato di Seconda Divisione 1930-1931, e Saluzzo, anch'essa in Seconda Divisione)

## Statistiche

### Presenze e reti nei club
| Stagione        | Club            | Campionato          | Campionato | Campionato |
| Stagione        | Club            | Comp                | Pres       | Reti       |
| --------------- | --------------- | ------------------- | ---------- | ---------- |
| 1926-1927       | Juventus        | Divisione Nazionale | 4          | 0          |
| 1927-1928       | Novara          | Divisione Nazionale | 18         | 4          |
| 1928-1929       | Juventus        | Divisione Nazionale | 8          | 3          |
| Totale Juventus | Totale Juventus |                     | 12         | 3          |
| Totale Novara   | Totale Novara   |                     | 18         | 4          |
| Totale carriera | Totale carriera |                     | 30         | 7          |